# Laurède
 Laurède  (en occitano Laureda) es una población y comuna francesa, situada en la región de Aquitania, departamento de Landas, en el distrito de Dax y cantón de Mugron.

## Demografía
| 377 | 380 | 336 | 332 | 339 | 340 |
| Para los censos de 1962 a 1999 la población legal corresponde a la población sin duplicidades (Fuente: INSEE [Consultar]) |     |     |     |     |     |